# كونغ زهين
كونغ زهين (9 فبراير 1997 بداليان في الصين - ) (بالصينية: 丛震) هو لاعب كرة قدم صيني في مركز الوسط.

## روابط خارجية
- كونغ زهين على موقع قاعدة بيانات كرة القدم.إي يو (الإنجليزية)
- كونغ زهين على موقع Soccerway.com (الإنجليزية)